# Fontaine de Bar-le-Duc
La fontaine de Bar-le-Duc est une fontaine située à Bar-le-Duc dans le département de la Meuse en région Lorraine.
Construite en 1757 par le duc de Bar René Ier d'Anjou, elle permettait d'alimenter en eau potable les habitants de la Ville Haute.
Elle est inscrite aux monuments historiques depuis le 16 octobre 1930.

## Présentation
La fontaine est un monument de pierre de style rocaille situé en Ville Haute. L'eau s'échappe par un dauphin en bronze.

## Historique
En 1465, le duc de Bar René Ier d'Anjou ordonne la construction d'une fontaine publique pour alimenter en eau potable les habitants de la Ville Haute. L'eau vient de la fontaine Bouraut.
En 1757, elle est restaurée et remise au goût du jour: l'édifice primitif surmonté d'une croix est remplacé par un monument de style rocaille comportant une pyramide. L'eau s'échappe désormais par un dauphin en bronze.
La fontaine est inscrite aux monuments historiques le 16 octobre 1930.